# Metacatharsius ovulum
Metacatharsius ovulum là một loài bọ cánh cứng trong họ Bọ hung (Scarabaeidae).